# خوزه سانتاکروز لندونیو
خوزه سانتاکروز لندونیو (انگلیسی: José Santacruz Londoño; ۱ اکتبر ۱۹۴۳ – ۵ مارس ۱۹۹۶) قاچاقچی موادمخدر اهل کلمبیا بود.  او همراه با گیلبرتو رودریگز اورخوئلا، میگل رودریگز اورخوئلا، و هلمر هررا رهبران کارتل کالی را تشکیل می‌دادند.